# José Antonio Villanueva Muñoz
José Antonio Villanueva Muñoz (sinh 16 tháng 8 năm 1985 ở Cartagena, Vùng Murcia) là một cầu thủ bóng đá Tây Ban Nha thi đấu cho câu lạc bộ Andorra UE Sant Julià ở vị trí tiền vệ cánh trái.